# Mark Yeates
Mark Stephen Yeates (* 11. Januar 1985 in Tallaght, ein Vorort von Dublin) ist ein irischer Fußballspieler.

## Karriere

### Verein
Seine Vereinskarriere begann 2002 bei Tottenham Hotspur. Ein Jahr darauf wechselte er nach Brighton, um ein weiteres Jahr danach wieder zu Tottenham Hotspur zurückzukehren. Weitere Ausleihen erfolgten an Swindon Town (2004), Colchester United (2005/06), Hull City (2006/07) und an Leicester City (2007). Colchester United verpflichtete ihn schließlich für zwei Saisons von 2008/09. Danach wechselte er zum FC Middlesbrough und von Januar 2010 bis 2011 spielte er bei Sheffield United.
Im Juli 2011 wechselte er zum englischen Zweitligisten FC Watford.

### Nationalmannschaft
Yeates hatte drei Einsätze in der irischen U-21-Nationalmannschaft und spielte einmal 2007 in der B-Nationalmannschaft.